# 硫酸氢钠
硫酸氢钠（化学式：NaHSO4），也称酸式硫酸钠，硝石餅（niter cake）。它的无水物有吸湿性。硫酸氢钠在达到其熔点前即分解为焦硫酸钠，故其熔点很难测定。
硫酸氢钠的水溶液显酸性，1mol/L溶液的pH大约为1.4。在某些情况下，硫酸氢钠的溶液可以代替39.0-42.0%的硫酸溶液使用。比如，蒸馏硫酸氢钠和乙酸钠的混合溶液可以得到乙酸，硫酸氢钠溶液也可以与大部分的碳酸盐反应并生成二氧化碳。
在一定程度上，硫酸氢钠表现出硫酸和硫酸钠混合物的性质。这一点在硫酸氢钠溶于乙醇时就能体现出来（它会分解成溶于乙醇的硫酸和不溶于乙醇的硫酸钠）。
2NaHSO4 → Na2SO4 + H2SO4

## 生产
硫酸氢钠可通过两种方法获得。
- 混合等物质的量的氢氧化钠和硫酸，可以得到硫酸氢钠和水。

NaOH + H2SO4 → NaHSO4 + H2O
- 氯化钠（食盐）和硫酸可发生反应，生成硫酸氢钠和氯化氢气体。

NaCl + H2SO4 → NaHSO4 + HCl
液态的硫酸氢钠会被喷洒到空中，在空中它冷却并凝固成固态的硫酸氢钠颗粒。副产物氯化氢可以溶解在水中而形成盐酸。

## 用途
- 家用清洁剂（45%溶液）；
- 金属银的提取；
- 降低游泳池水的碱度；
- 宠物食品；[4]
- 在实验室分析土壤和水的样本时作防腐剂；
- 在实验室中用于制取硫酸。
- 中和鹼性廢料